# Ersachus mexicanus
Ersachus mexicanus är en skalbaggsart som beskrevs av Sharp 1902. Ersachus mexicanus ingår i släktet Ersachus och familjen lerstrandbaggar. Inga underarter finns listade i Catalogue of Life.